# Zwartbuikkoekoek
De zwartbuikkoekoek (Piaya melanogaster) is een vogel uit de familie Cuculidae (koekoeken).

## Verspreiding en leefgebied
Deze soort komt voor van Colombia, Venezuela en de Guiana's tot noordelijk Bolivia en het zuidelijke deel van Centraal-Brazilië.